# ديرك بيكر
ديرك بيكر (بالألمانية: Dirk Becker)‏ هو سياسي ألماني، ولد في 4 مايو 1966 في ألمانيا. حزبياً، نشط في الحزب الديمقراطي الاجتماعي الألماني (1988 – ). انتخب عضو في البوندستاغ الألماني (18 أكتوبر 2005 – 27 أكتوبر 2009) وانتخب عضو في البوندستاغ الألماني (27 أكتوبر 2009 – 22 أكتوبر 2013) وانتخب عضو في البوندستاغ الألماني خلال فترته النيابية ‏ (22 أكتوبر 2013 – 20 أكتوبر 2015).

## وصلات خارجية
- الموقع الرسمي